# Norbert Mueller
Norbert Mueller   (Waterloo, 14 de febrer de 1906 - Toronto, 6 de juliol de 1956) va ser un porter d'hoquei sobre gel canadenc que va competir durant les dècades de 1920 i 1930.
El 1928 va prendre part en els Jocs Olímpics de Sankt Moritz, on guanyà la medalla d'or en la competició d'hoquei sobre gel.